# Hongarije op het Eurovisiesongfestival
Hongarije deed vanaf 1994 tot met 2019, met enkele tussenpozen, mee aan het Eurovisiesongfestival.

## Geschiedenis

### Debuut
Hongarije nam in 1993 deel aan de Oost-Europese voorselectie Kvalifikacija za Millstreet, die toen voor de eerste en enige keer georganiseerd werd. De inzending haalde de top drie niet, mocht daarom niet aan het echte festival deelnemen en wordt dus niet als een songfestivallied beschouwd. Het eigenlijke debuut van Hongarije dateert van 1994. Het land haalde toen meteen ook zijn hoogste plaats tot heden. Friderika Bayer bracht het intimistische nummer Kinek mondjam el vétkeimet dat vooral op een gitaar dreef. Het werd vierde. Bij de start van de puntentelling kreeg het van de eerste drie landen telkens de 12 punten, een unicum, maar daarna viel het wat weg in de telling. 

### 1995-2009
In 1995 zond het land het nummer Új név egy régi ház falán door Csaba Szigeti, een blinde zanger met opvallende verschijning en ruwe stem. Het nummer was kansloos en werd voorlaatste. In 1996 haalde de Hongaarse inzending opnieuw niet de finale na een pan-Europese voorronde. Hongarije zond in 1997 naar de muziektrend van die tijd een boysband, VIP, die gezeten op barkrukken het nummer Miért kell, hogy elmenj? bracht en in de middenmoot eindigde. Het jaar erop werd opnieuw voor een oudere artiest gekozen: Charlie met het nummer A holnap már nem lesz szomorú. Het eindigde 23ste.

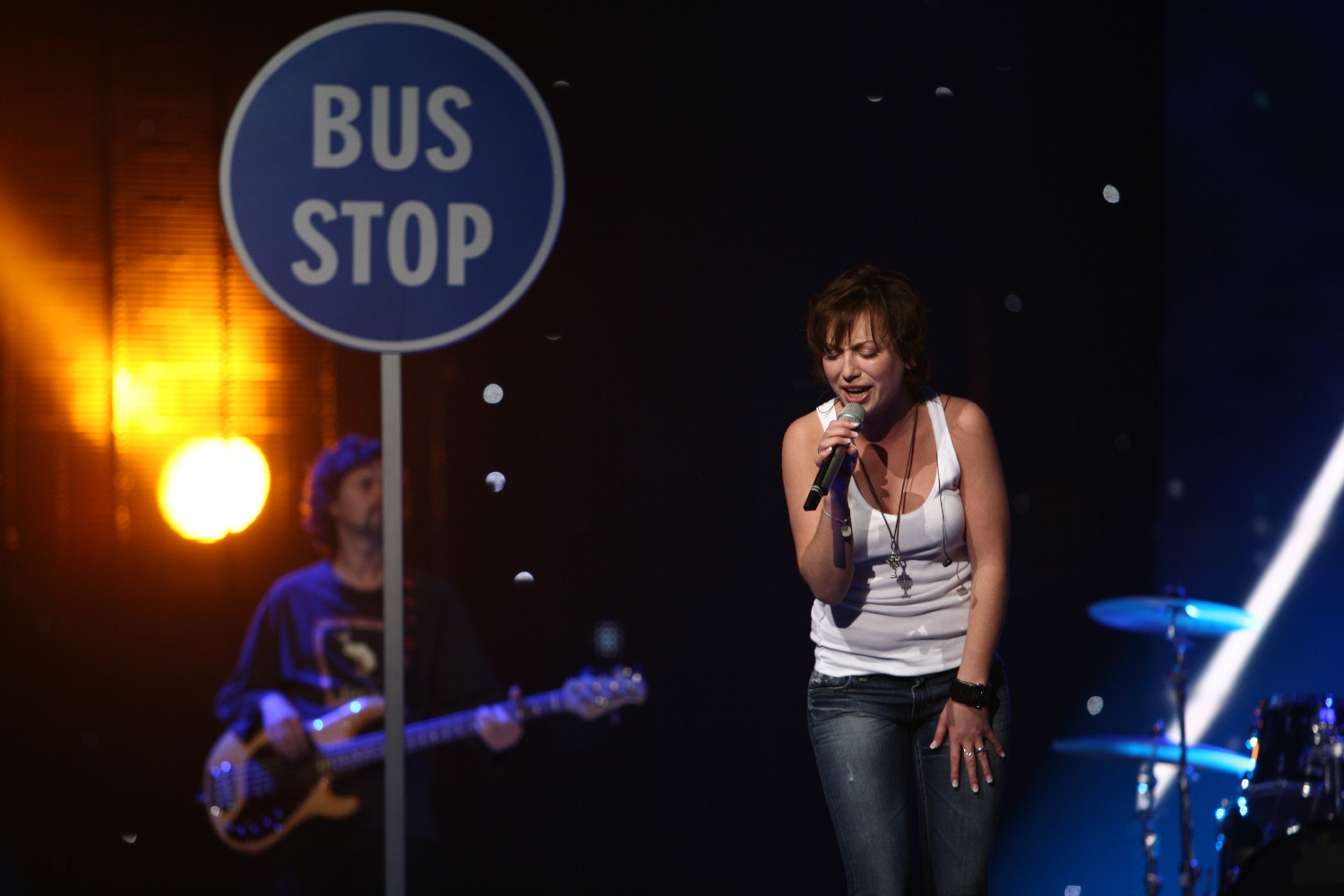
Magdi Rúzsa vertegenwoordigde Hongarije op het Eurovisiesongfestival 2007 in Helsinki

Om financiële redenen deed Hongarije niet meer mee aan het festival van 1999 tot 2004. Om dezelfde reden zou het land ook in 2006 en 2010 niet deelnemen. In 2005 trad het opnieuw aan en vanaf dan durfde het land vaak eigenzinnige inzendingen naar het songfestival te sturen, zoals bij hun debuut in 1994. In 2005 werd gekozen voor de groep NOX en het nummer Forogj, világ!. Dit was een groep die zang met folkloristische dans combineerde. Hoewel het nummer voor vrijwel iedereen onverstaanbaar was, haalde het de finale en daar een 12de plaats. Ook in 2007 haalde Hongarije vlot de finale en een negende plaats met de zangeres Magdi Rúzsa en het sobere bluesnummer Unsubstantial blues, de eerste Engelstalige inzending van het land.
Daarna volgden enkele zwakkere jaren. In 2008 werd zangeres Csézy laatste in de halve finale. In 2009 verliep de preselectie in Hongarije tumultueus. Aanvankelijk werd Márk Zentai afgevaardigd met het lied If you wanna party, maar dit bleek al in 2004 uitgebracht onder de titel We became friends. Dan werd Kátya Tompos met het lied Magányos csónak aangeduid, maar zij trok zich terug. Uiteindelijk werd zanger Zoli Ádok met het dancenummer Dance with me gestuurd. Hij bleek kansloos, maar won de Barbara Dex Award voor lelijkste outfit.

### Vanaf 2011

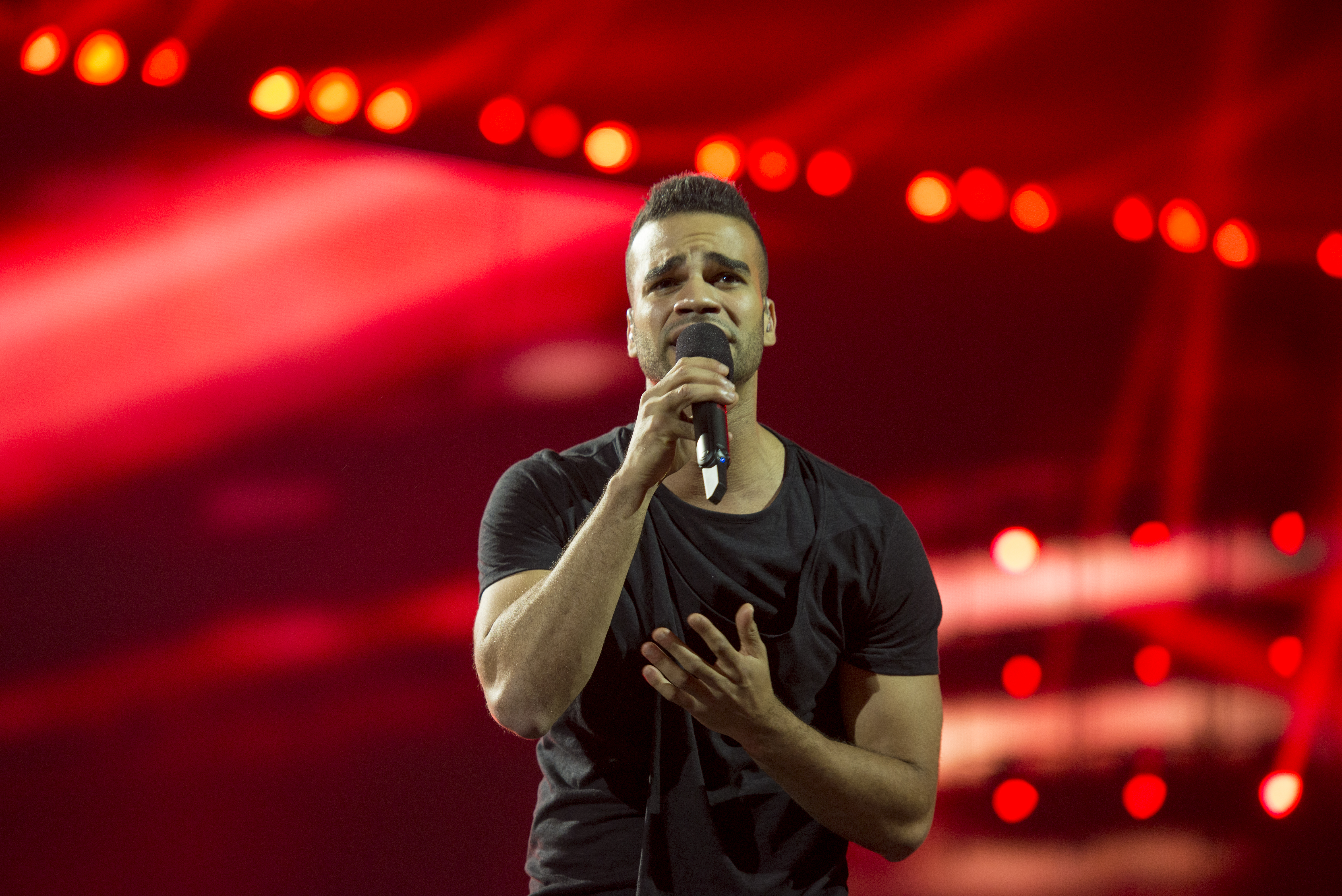
András Kállay-Saunders eindigde namens Hongarije op de vijfde plaats in 2014 met Running

Na een jaar onderbreking trad Hongarije opnieuw aan en dit keer met meer succes. In 2011 was het nummer What about my dreams? van Kati Wolf een van de grote favorieten vooraf, maar de uitvoering van het bombastische up-temponummer ontgoochelde. Het haalde wel de finale, waar het 22e werd. In 2012 werd een eenvoudig popnummer Sound of our hearts van Compact Disco gestuurd. Het haalde de finale maar eindigde daar 24e. In 2013 werd voor het eigenwijze en eenvoudige nummer Kedvesem van zanger ByeAlex gekozen. Voor het eerst sinds 2005 trad het land opnieuw in het Hongaars aan en de eenvoud loonde met een finaleplaats waar het nummer 10e werd. In 2014 werd András Kállay-Saunders met Running vijfde in de finale. In 2015 haalde ook Boggie de finale, maar zij kwam niet verder dan de twintigste plaats. Freddie werd in 2016 met het nummer Pioneer negentiende. In 2017 behaalde Joci Pápai met Origo de tweede plaats in zijn halve finale. In de finale werd hij achtste. Pápai was de eerste Rom die deelnam aan het festival.
In 2018 lieten de Hongaren zich van een andere kant zien met de deelname van rockband AWS. Hun nummer Viszlát nyár eindigde in de finale op de 21ste plaats. In 2019 werd Hongarije opnieuw vertegenwoordigd door Joci Pápai, ditmaal met het nummer Az én apám. Hiermee werd het land voor het eerst sinds negen jaar uitgeschakeld in de halve finale.

## Hongaarse deelnames
| Jaar | Artiest                | Titel                         | Fin. | Ptn. | Semi | Ptn. | Taal               |
| ---- | ---------------------- | ----------------------------- | ---- | ---- | ---- | ---- | ------------------ |
| 1994 | Friderika Bayer        | Kinek mondjam el vétkeimet    | 4    | 122  |      |      | Hongaars           |
| 1995 | Csaba Szigeti          | Új név egy régi ház falán     | 22   | 3    |      |      | Hongaars           |
| 1997 | VIP                    | Miért kell, hogy elmenj?      | 12   | 39   |      |      | Hongaars           |
| 1998 | Charlie                | A holnap már nem lesz szomorú | 23   | 4    |      |      | Hongaars           |
| 2005 | NOX                    | Forogj, világ!                | 12   | 97   | 5    | 167  | Hongaars           |
| 2007 | Magdi Rúzsa            | Unsubtantial blues            | 9    | 128  | 2    | 224  | Engels             |
| 2008 | Csézy                  | Candlelight                   | X    | X    | 19   | 6    | Engels en Hongaars |
| 2009 | Zoli Ádok              | Dance with me                 | X    | X    | 15   | 16   | Engels             |
| 2011 | Kati Wolf              | What about my dreams?         | 22   | 53   | 7    | 72   | Engels en Hongaars |
| 2012 | Compact Disco          | Sound of our hearts           | 24   | 19   | 10   | 52   | Engels             |
| 2013 | ByeAlex                | Kedvesem                      | 10   | 84   | 8    | 66   | Hongaars           |
| 2014 | András Kállay-Saunders | Running                       | 5    | 143  | 3    | 127  | Engels             |
| 2015 | Boggie                 | Wars for nothing              | 20   | 19   | 8    | 67   | Engels             |
| 2016 | Freddie                | Pioneer                       | 19   | 108  | 4    | 197  | Engels             |
| 2017 | Joci Pápai             | Origo                         | 8    | 200  | 2    | 231  | Hongaars           |
| 2018 | AWS                    | Viszlát nyár                  | 21   | 93   | 10   | 111  | Hongaars           |
| 2019 | Joci Pápai             | Az én apám                    | X    | X    | 12   | 97   | Hongaars           |

| Kleur | Betekenis      |
| ----- | -------------- |
|       | Eerste plaats  |
|       | Tweede plaats  |
|       | Derde plaats   |
|       | Laatste plaats |
|       | Gastland       |

## Punten
Uit de periode 1994-2019. Punten uit halve finales zijn in deze tabellen niet meegerekend.
| Plaats | Land         | Punten |
| ------ | ------------ | ------ |
| 1      | Zweden       | 71     |
| 2      | Nederland    | 62     |
| 3      | Noorwegen    | 61     |
| 4      | Azerbeidzjan | 59     |
| 4      | Denemarken   | 59     |

| Plaats | Land     | Punten |
| ------ | -------- | ------ |
| 1      | Servië   | 68     |
| 2      | Roemenië | 67     |
| 3      | Finland  | 61     |
| 4      | Kroatië  | 53     |
| 5      | Polen    | 50     |

### Twaalf punten gegeven aan Hongarije
| Aantal | Land       | Wanneer                  |
| ------ | ---------- | ------------------------ |
| 3      | Servië     | 2007, 2017 (t), 2018 (t) |
| 2      | Finland    | 1994, 2011               |
| 2      | Kroatië    | 2017 (j+t)               |
| 1      | Duitsland  | 2013                     |
| 1      | Ierland    | 1994                     |
| 1      | Montenegro | 2014                     |
| 1      | Polen      | 1994                     |
| 1      | Zweden     | 1994                     |

(j) = vakjury; (t) = televoting

### Twaalf punten gegeven door Hongarije
(Vetgedrukte landen waren ook de winnaar van dat jaar.)
| Jaar | Land                | Jaar | Land                       | Jaar | Land                       |
| ---- | ------------------- | ---- | -------------------------- | ---- | -------------------------- |
| 1994 | Duitsland           | 2009 | Noorwegen                  | 2017 | Portugal (j) Bulgarije (t) |
| 1995 | Cyprus              | 2011 | IJsland                    | 2018 | Denemarken (j+t)           |
| 1997 | Verenigd Koninkrijk | 2012 | Zweden                     | 2019 | Tsjechië (j) IJsland (t)   |
| 1998 | Nederland           | 2013 | Azerbeidzjan               |      |                            |
| 2005 | Griekenland         | 2014 | Nederland                  |      |                            |
| 2007 | Servië              | 2015 | België                     |      |                            |
| 2008 | Azerbeidzjan        | 2016 | Australië (j) Oekraïne (t) |      |                            |

(j) = vakjury; (t) = televoting
1994 · 1995 · 1996 · 1997 · 1998 · 1999-2004 · 2005 · 2006 · 2007 · 2008 · 2009 · 2010 · 2011 · 2012 · 2013 · 2014 · 2015 · 2016 · 2017 · 2018 · 2019 · 2020-2025